# Asociación Ibérica de Limnología
La Asociación Ibérica de Limnología es una asociación con sede social en España que agrupa a todos aquellos interesados en el avance del conocimiento de los procesos fundamentales y las interrelaciones entre los diferentes componentes de los ecosistemas de las aguas continentales. Asimismo reúne a los estudiosos de la biología y ecología de los organismos de las aguas continentales, desde las bacterias a los peces. 
La AIL está particularmente preocupada por los problemas derivados del uso del agua y pretende fomentar y contribuir a la difusión también de los estudios científicos de carácter aplicado, relacionados con la gestión y conservación de los ecosistemas acuáticos continentales. Entre los miembros de la AIL se encuentran tanto científicos y naturalistas como profesionales implicados en las industrias y usos del agua y aquellas personas interesadas en la gestión de las aguas continentales.
La asociación se fundó en el año 1981  con el nombre de Asociación Española de Hidrobiología, y poco tiempo después cambió el nombre a Asociación Española de Limnología. Dos años después se constituyó como filial de la Sociedad Internacional de Limnología (SIL) fundada en 1922, aunque en la actualidad se colabora con la SIL; pero no es filial de la misma. En 2002 la AEL pasó a Asociación Ibérica de Limnologia (AIL). Sus finalidades son fomentar y dar a conocer los estudios limnológicos en el espacio Ibérico.
La asociación publica la revista Limnetica, indexada por la Web Of Knowledge (WOK) de lThomson Reuters.  
La asociación tiene una página web donde relaciona los eventos de interés sobre la Limnología Ibérica de interés global para socios y simpatizantes.  